# Годлевский, Сигизмунд Фердинандович
Сигизмунд (Сигизмунд-Лукиян-Пий) Фердинандович Годлевский (1855, Дисна, Виленская губерния, Российская империя — после 1911) — русский юрист, литератор, публицист, врач, анатомик и физиолог. Автор работ по медицине, истории философии и философии права.

## Биография
Сигизмунд-Лукиян-Пий Фердинандович Годлевский родился в 1855 году, в городе Дисна Виленской губернии (или Ковенской губернии). Окончил Могилёвскую гимназию, ветеринарное отделение Медико-хирургической академии (1878) и юридический факультет Санкт-Петербургского университета (1888), получив степень кандидата прав.
В 1879 году, в конце 1880-х и в 1895—1897 годах занимал должности товарища прокурора и податного инспектора в Сибири. В 1882—1883 годах был прикомандирован к Харьковскому университету и Военно-медицинской академии для научной работы, где изучал нервную физиологию под руководством профессора И. Р. Тарханова. Состоял на службе в Министерстве финансов и Министерстве юстиции.
В 1888 году вступил в сословие присяжной адвокатуры, начав карьеру в качестве помощника присяжного поверенного Н. М. Павлинова. В 1897 году был зачислен присяжным поверенным округа Санкт-Петербургской судебной палаты, а с 1898 года также занимал должность присяжного стряпчего при Санкт-Петербургском коммерческом суде.
Литературную и научную деятельность начал в 1879 году с доклада «О нервно-физиологических явлениях в применении к социологии», прочитанный на съезде естествоиспытателей и врачей. Среди его работ выделяются брошюра «Литературная оргия» (1880), философский трактат «Основы современного развития» (1893), а также беллетристический сборник «Смерть Неволина», посвящённый жизни Сибири. Публиковал статьи по юриспруденции, философии и искусству, включая «Эволюция права», «О судебной экспертизе», «Основы синтеза и классификации наук и искусств». Отдельные издания: «Ренан как человек и писатель» (1895), «Свобода и право» (1906), «Всемирная последняя борьба» (1907). Переводил киргизские сказки и легенды. Его работы выходили в изданиях: «Наблюдатель», «Журнал юридического общества», «Степной край», «Восточное обозрение», «Киргизская степная газета».
Активно участвовал в научных и общественных дискуссиях. В философском обществе выступал с докладами «Эволюция права и свободы» (1906) и «Эволюция религиозно-революционных идей» (1909). В кружке Я. П. Полонского представил рефераты «Миросозерцание Ренана», «Искание Божества в литературных типах», «Об антихристе Вл. Соловьева и его предсказаниях», «Божественное и человеческое гр. Л. Толстого», «Грядущие боги в русской литературе» и другие.
Состоял членом множества организаций: Санкт-Петербургского комитета Общества «Мирного обновления», совета Литературно-художественного кружка имени Полонского, Философского и Юридического обществ при Санкт-Петербургском университете, а также обществ защиты детей, народных университетов, попечения о бедных и других. Был учредителем Всероссийского съезда художников.
Автобиографические и библиографические сведения, включая данные об образовании, содержатся в его письме к С. А. Венгерову от 6 июля 1895 года и заполненном библиографическом листке от 23 декабря 1897 года.
Умер после 1911 года.